# Matías Zaracho
Federico Matías Javier Zaracho (* 10. März 1998 in Wilde, Provinz Buenos Aires) ist ein argentinischer Fußballspieler, der als Mittelfeldspieler für Racing Club (Avellaneda) spielt.

## Karriere

### Verein
Zaracho wurde in der Jugend von Racing Club ausgebildet. Er hatte sein Ligadebüt am 17. Dezember 2016 gegen Union de Santa Fe. Sein erstes Tor für den Verein erzielte er am 22. Juni 2017 bei einem 1:0-Heimsieg gegen CA Colón de Santa Fe. In der Saison 2017/2018 wurde er Stammspieler bei Racing.
Im Oktober 2020 wechselte Zaracho nach Brasilien zu Atlético Mineiro. Im Dezember 2021 konnte er mit dem Klub die brasilianische Meisterschaft gewinnen. Im selben Monat schloss sich der Erfolg im Copa do Brasil 2021 an. Zum Jahresanfang 2025 ging Zaracho in seine Heimat zurück, wo er sich wieder dem Racing Club anschloss.

### Nationalmannschaft
Er debütierte für die argentinische Fußballnationalmannschaft am 26. März 2019 in einem Freundschaftsspiel gegen Marokko, als er in der 76. Minute für Leandro Paredes eingewechselt wurde.

## Erfolge
Atlético Mineiro
- Staatsmeisterschaft von Minas Gerais: 2021, 2022, 2023, 2024
- Brasilianischer Meister: 2021
- Copa do Brasil: 2021

Auszeichnungen
- Bola de Prata – Entdeckung der Saison: 2021[5]